# Galeria obronna

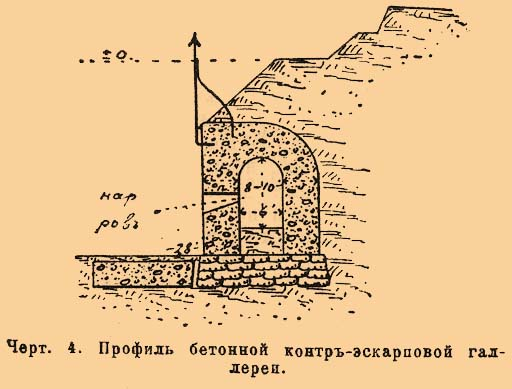
Przekrój galerii obronnej w wale obronnym

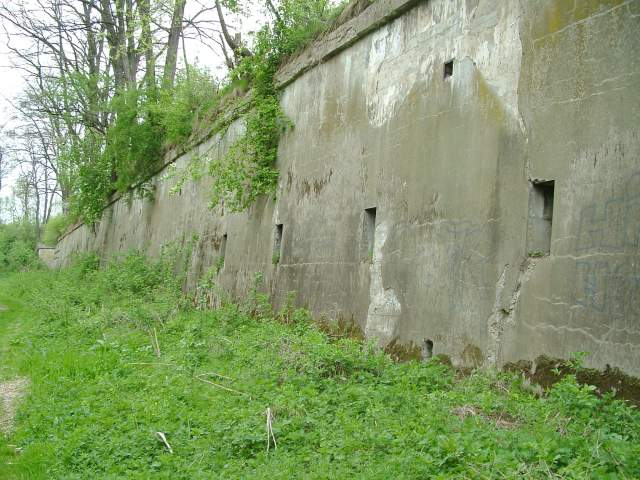
Galeria przeciwstokowa fortu XIII San Rideau (Twierdza Przemyśl), widok z zewnątrz

Galeria obronna lub galeria bojowa – stanowisko bojowe dla piechoty, rodzaj chodnika obronnego, sklepionego, służącego do obrony fosy. Składała się ciągu komunikacyjnego, oraz wyposażonej w strzelnice ściany czołowej, skierowanej ku fosie. Wyróżnia się galerie obronne:
- stokowe, umieszczone w stoku fosy, do których prowadziły poterny z wnętrza dzieła obronnego;
- przeciwstokowe, znajdujące się w przeciwstoku, dostępne z wnętrza fosy, lub poterną pod jej dnem[1].

Zbliżoną konstrukcją jest mur Carnota.